# 江藤彩也香
江藤彩也香（1997年9月9日—）曾經是日本偶像、前女子偶像團體HKT48研究生，出身於大分縣。

## 經歷
2011年
- 2011年7月10日 - HKT48的1期生甄選合格、而參加徵選的契機為「被舅舅問起、『要不要參加看看呢？』、於是為了讓自己更有自信。讓夢想能夠實現。還有為了能見到粉絲的大家ヽ(∀)/YANYAN　所以就報名參加了☆!!!」[1]順便一提、歌唱審查時所演唱的歌曲為、Juliet的『Aki Love』[2]。
- 2011年10月23日 - 在西武巨蛋舉行的『「飛翔入手」發售記念全国握手会活動「AKB48祭り powerd by AKB48 ネ申テレビ」』，與其他的HKT48成員一同首次登場。
- 2011年11月26日 - 未被選上為HKT48「Team H 1st「手牽手」」初日公演的成員、而只能以伴舞的身分在劇場出道。對此本人表示「雖然我沒有成為初日公演的正式演出成員、但是我下次一定會進去、舞蹈也會更加精進、並為了能綻放更多光芒更加努力。即使目前只能以代役的身分上場、不過我想我會更加加油、更加成長、舞蹈和唱歌也會更加厲害的、所以請大家多多指教囉」[3]

2012年
- 2012年3月4日 - TeamH成立、但是並沒有被選為正式成員、而以研究生的身分開始。「今天呀、HKT48、TeamH成員發表了。而我江藤彩也香、並沒能成為其中一員。在發表成員的時候、我的腿不斷的在顫抖著而也感到十分的心痛。在這同時、也想起了不久之前的事情。「初日公演成員的發表」。很不甘心。真的好想哭好想哭、胸口也好痛苦、心真的好痛。自己的名字並沒有被叫到。自己的名字被排除在外。為什麼一定要想這些讓我這麼痛苦的事呢？就像這樣反反覆覆的反反覆覆的、不斷的想自己是不是還是放棄會比較好。在站位上也沒有我的名字。沒有自己的站位･･･。但是我還有under這個重要的位子存在。而under的意思就是「代役」。是負責替補的。在這其中、也曾經擔任過center位子的代役。這真的讓我好開心。而且其他3個位置的舞蹈我也都記起來了。卻沒有讓大家見識一下的機會･･･。我並沒有被選上。被選上為初日公演的成員。在這之後公演開始、雖然只是偶爾、但在兒玉遙休演的時候我都會成為她的代役。從那個時候開始就不斷的有打算要改變自己的想法。不過當真正打算改變時卻早已為時已晚了。正因如此、我才沒有被選為H組的成員。但我的心臟也因此越來越大顆。正因為有著辛苦讓人懊悔的回憶、所以想讓自己知到人才要更樂觀的像前看、想讓自己知道勝敗乃兵家常事。也想讓大家知道「這並不是最後。」。請不要想說「一切都交給命運決定」。我還有目標。我還有夢想。即使還如此的遙遠、但是我想要按部就班的、達成自己的種種夢想。因為我真得很想對支持著我的大家「報恩」、所以請繼續的守護我吧！　仰望著天空、就會得到勇氣還有笑容。我會更加加油、請一定要支持我喔!!」[4]
- 2012年4月27日 - 參與『週刊AKB』的單元「後藤面試」的演出、嶄露了自己的特技。「大家都有收看了嗎？那個呀、襪子上的洞洞...哭哭。那個、是被我最愛的狗狗BERI給咬破的。然後被裕子一說就害大家都注意到了啦...剛才、還因此被媽媽罵了呢(´Д｀)」[5]
- 2012年5月23日 - 第4次總選舉的速報結果發表、62名。在當時是HKT48為一一位進入前64的成員。雖然江藤在HKT48中十分有人氣、但是在舞台上的表現力還稍嫌不足、而這一點在她沒被選為TeamH的成員時也有被提到。[6]
- 2012年5月28日 - 被詢問關於總選舉有甚麼樣的抱負時回答「真想乘風破浪」、然後露出了清爽的笑容。並表示因為是研究生「任何事情都要樂觀的思考、如果能夠好好把握住總選的機會就好了」。[7]
- 2012年6月6日 - 總選舉的最後結果為圈外。「我呀、雖然沒能進入總選的名次、但是大家如此的為我著想、為了我花了這麼多時間、還投了這麼多票給我、真得很開心呢。雖然這次也好不甘心、但總覺得我已經把握到甚麼。而『不更加油不行了！』的心情也更加的強烈了。一定要報答投票給我的各位、以及支持著我的所有人！在這一天到來以前、我會加油的。如果各位能夠一直一直一直、守護照顧著我的話我會很開心的。這一次真的真的真的、太感謝大家了。多虧了這個、我更加樂觀囉！　而且！　名年我一定會進入給大家看！」[8]
- 2012年7月6日 - 「第3回猜拳大賽」的姐妹團體預備戰開始。但SKE・NMB・HKT的研究生、在正式比賽前、都還要進行研究生預備戰、因此、要繼續勝利絕非易事、而在姐妹團體的研究生之中、只有江藤彩也香得到了能夠參加本家猜拳的門票。HKT的研究生只有1期生的5人、雖然在這邊比起SKE和NMB還要有力的多、但是她卻還是以黑馬之姿3連勝進入了HKT預選戰。並在最後2連勝、得到了能夠在本家出場的門票。而5連勝的機率只有3.125％非常的低。對此江藤表示「有點嚇到了。但能夠去武道館、所以真想拼拼看呢」。[9]在此之後本人於Google＋發表「猜拳大賽結束了喔!　沒、沒想到！　我江藤彩也香、贏了喔!　５連勝！　其實呀、我沒有穿那個破洞的襪子(*/д/)[14]。是的。　但是沒想到、能夠再次前往武道館這曾經讓我超懊悔的地方、光是想到這點就讓我好開心喔(*^ω^)　我會以『回到武道館』的氣勢加油的！請多多指教囉♪」[10]

2013年
- 2013年3月22日 - 開設了個人的官方部落格，並宣布了重返演藝圈的消息[11]

## 人物
- 公演口號為「一直在大家的腦中～？YANYANYANYAN？（SAYAーNN！） 我是大分縣出生國中2年級14歲、暱稱SAYAN的江藤彩也香喔」。
- 為HKT48的1期生中唯一一位在大分縣出身的成員。
- 特徵為、涙袋。[12]触角。[3]
- 有點尖尖的眼睛、招風耳、整齊的五官是她的特徵。佐藤(HKT48劇場支配人)「不過、只要一想和江藤面對面說話，不知為何她都會左顧右盼的，很難和她眼對眼說話。到底是因為她怕生呢？還是因為她是個害羞鬼呢？在練習課程剛開始時一直讓人有這種感覺。不過現在和他說話時終於比較能夠眼對眼了呢」[13]
- 很喜歡水上運動，這件事情在成員間眾所皆知，運動神經也很好。特別是更是擅長小學高年級開始學的衝浪和花式滑水。據本人所說每年夏天、都會全家一起去宮崎的外海遊玩。[7]
- 自認不會輸給任何人的地方為「不服輸的心。如果和運動扯上關係的話就會更加嶄露無疑！」[14]
- 將來的夢想為模特兒。

## HKT48参加曲

### 劇場公演小組曲
Team H 1st「手牽手」公演
- Glory days(伴舞)

## 出演作品

### 電視劇
- NHK佐賀放送局開局70周年記念地域ドラマ「あのひとあの日」（2012年3月2日〔NHK綜合佐賀放送局〕、4月22日〔NHK総合〕） - 飾 会川なずな

### 電視
- 土曜NEWSファイル CUBE（2012年4月21日－，西日本電視台）
- Aruaru YY電視（2012年5月－，TVQ九州放送）
- コレカラ（2012年5月18日，西日本電視台）
- SKE48的世界征服女子（2012年6月27日、7月4日，中京電視台）

### 廣告
- HKT48xJR九州SUGOCA

## 備註
1. ↑  .   [2012-07-24]. （原始内容存档于2019-03-23）.
2. ↑  https://plus.google.com/116819083606243987960/posts/WQSdGKrbubJ
3. 1 2  『おはようナイスキャッチ』　2011年12月6日
4. ↑  https://plus.google.com/116819083606243987960/posts/XA2GW74mxR2
5. ↑  https://plus.google.com/116819083606243987960/posts/Tevf6ZLMv2C
6. ↑  .   [2012-07-24]. （原始内容存档于2012-05-28）.
7. 1 2  『日刊スポーツ』　2012年5月28日
8. ↑  https://plus.google.com/116819083606243987960/posts/FnvQPiHtuJz
9. ↑  .   [2012-07-24]. （原始内容存档于2019-03-28）.
10. ↑  https://plus.google.com/116819083606243987960/posts/Cez6WbKdsHk
11. ↑  .   [2013-04-30]. （原始内容存档于2016-04-06）.
12. ↑  .   [2012-07-24]. （原始内容存档于2012-03-13）.
13. ↑  .   [2012-07-24]. （原始内容存档于2013-07-26）.
14. ↑  『BOMB』　2012年1月号

## 外部連結
- 江藤彩也香公式プロフィール
- 江藤彩也香公式部落格 （页面存档备份，存于）